# Fabliaux
Los fabliaux son breves poemas narrativos (de entre 300 y 400 versos) franceses de los siglos XII y XIV. Su contenido es erótico o humorístico y son de carácter popular. Un fabliaux ("hablilla") es un cuento escrito con el propósito de provocar la risa, y para conseguirlo se centra en ambientes y personajes reales y vulgares. Los rasgos de esos personajes son:
- La mujer: de carácter astuto y desvergonzado.
- El clérigo: avaro, lujurioso y simple.
- El mísero: trata de superar su desdichada suerte mediante el ingenio y el engaño. En él, la astucia es superior a la simpleza.

Los fabliaux son una amplia muestra realista de las clases populares de la época; en este aspecto se oponen a la literatura de los roman, de carácter idealista. Se caracterizan, por lo tanto, por una reacción popular contra la literatura cortesana y clerical.

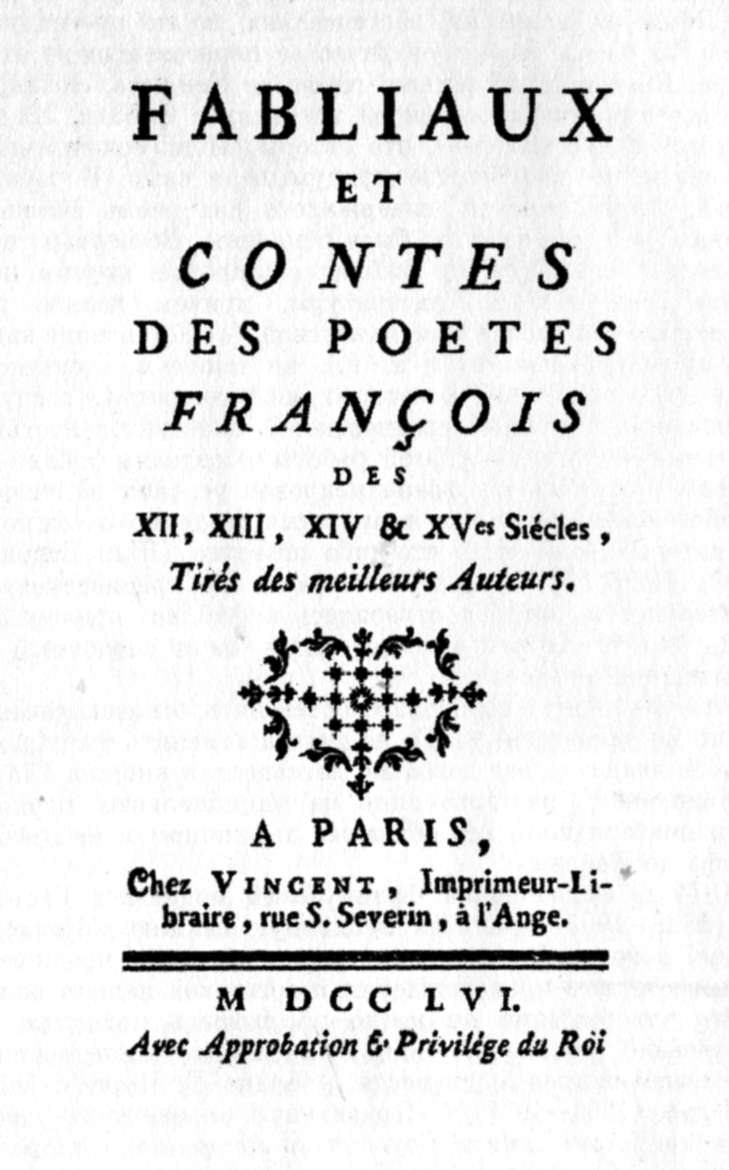
Portada de una colección de fabliaux publicada en 1756

Se conservan unos 150, escritos entre finales del siglo XII (el de Richeut data de 1159) hasta principios del siglo XIV. Se conoce el nombre de algunos autores de fabliaux: Rutebeuf, Huon le Roi, Jean Bodel, Jean de Condé, Henri de Andeli y Gautier le Leu, entre otros.
Los fabliaux carecen de una finalidad moralizadora al estilo de los enxiemplos medievales, y podría afirmarse, más bien, que es al contrario. Aunque se repiten temas tratados en fábulas y apólogos, lo principal de los fabliaux es la broma, la diversión y el ingenio. Al reflejar los vicios de la sociedad, no se pretende dar una lección moral para que el vicioso se corrija, sino que solamente se busca provocar la risa, burlarse y lograr un efecto cómico. Por todo ello, los fabliaux medievales franceses carecen del propósito didáctico-moralizante de las fábulas o apólogos; es más, es frecuente que el desenlace final sea opuesto a los principios morales y que el vicio y el engaño triunfen sobre la honradez y la virtud: así ocurre en los cuentos del Caballero de la cesta (en el cual, una suegra, que tenía celos de la virtud de su nuera, es burlada de forma grotesca; mientras que la nuera se entrega a su amante), Richeut (exaltación del cinismo y el ingenio de una mujer de baja condición social), Auberée (elogio de las artimañas de una celestina), entre otros. Una de las reacciones más pintorescas aparece en el relato Lai de Aristóteles, en el cual el famoso sabio griego, por reprochar a Alejandro Magno el haberse enamorado de una mujer, es cautivado por la mujer para vengarse; después, se obliga a Aristóteles a ponerse a cuatro patas y llevar a caballo a la mujer. El autor del cuento es Henri d'Andeli.
El origen de la temática de los fabliaux ha sido muy discutido; para unos, procede de la literatura oriental, teniendo en cuenta que sus autores no eran ignorantes sino escritores cultos; para otros, los temas proceden de la comedia elegíaca latina (este tipo de comedia volvió a tratar los viejos temas del teatro romano, especialmente la comedia latina de Terencio), la cual tuvo especial éxito en Francia en el siglo XII.